# Jean-Marc Lajudie
 (septembre 2020).
Jean-Marc Lajudie, né à Limoges le 23 septembre 1948, est un musicien batteur et bandonéoniste français. 
Instrumentiste il accompagne dans des tournées, en France et à l'étranger, entre autres, Juliette Gréco, Marc Ogeret, Marcel Azzola.

## Biographie

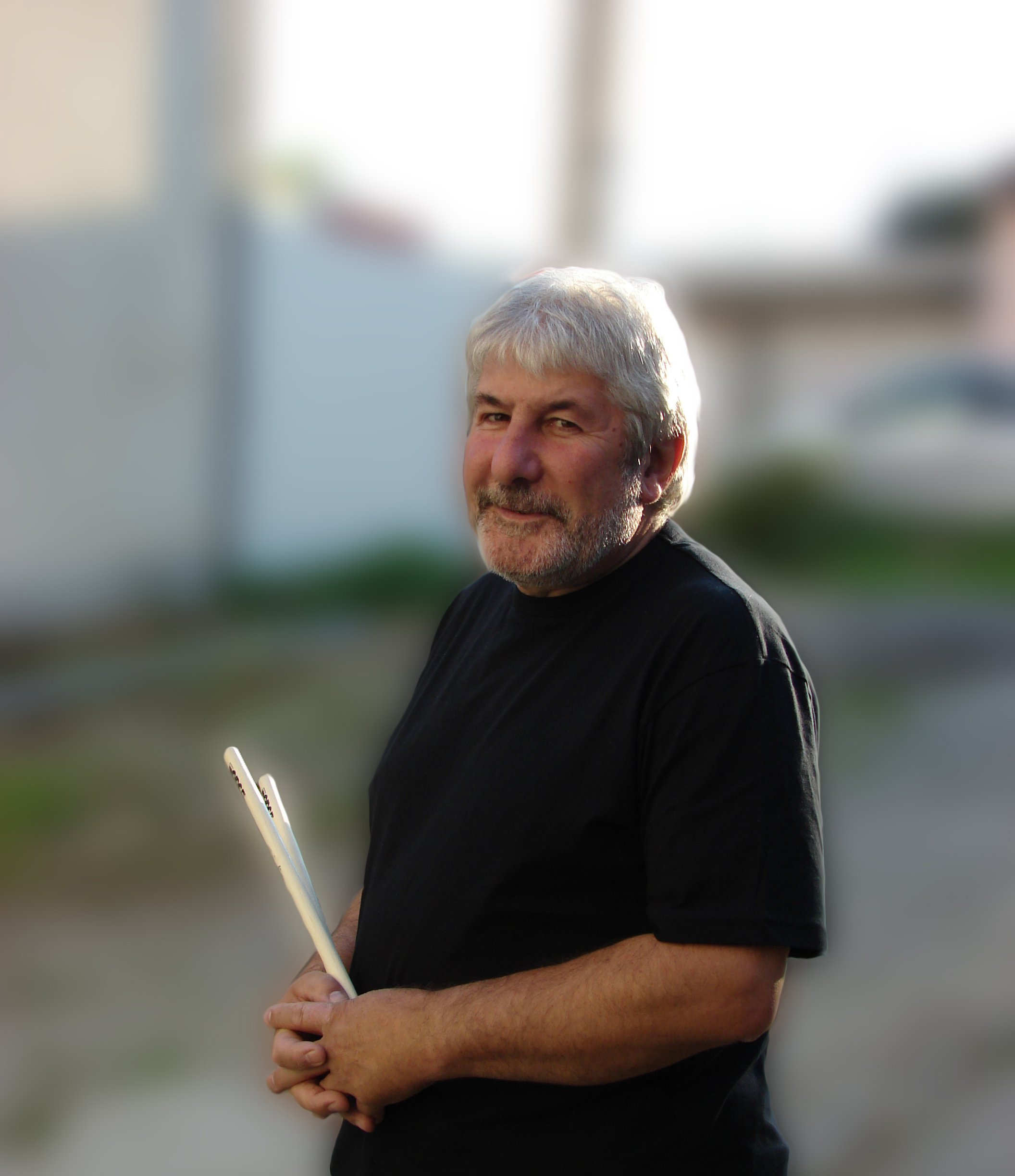
Jean-Marc Lajudie - portrait 2008

Le père de Jean-Marc Lajudie était musicien amateur et enseignait aux jeunes les bases du solfège avec la pratique du piano et de l'accordéon. Jean-Marc Lajudie a ainsi l'occasion, dès 1958, de s'initier à l'accordéon. Quatre ans plus tard, il commence le métier de musicien dans les bals populaires des années 1960 tout en poursuivant des études dans l'univers de l'imprimerie. Il crée son école de batterie en 1971 à Limoges. Pour se perfectionner, il étudie aussi la batterie à l'école de Kenny Clarke et Dante Agostini à Paris.

### Le jazz
Musicien de jazz, Jean-Marc Lajudie a collaboré dans des formations jazz allant du trio au big band. Parmi toutes ces expériences : Jean-Claude Fohrenbach, André Villéger, le quintet de Tony Bonfils, Patrick Artero, Hervé Sellin, Laurent de Wilde, Georges Rabol, ou encore le big band de Jean-Luc Vignaud, ou le trio Serge Delaite, avec qui, sur scène ou pour des enregistrements en studio, il fait vivre le tempo. 
Le jazz lui permet de jouer sur scène dans des lieux mythiques en France (Olympia, Bercy, Zenith, Bobino, New Morning...) et de nombreux pays (Allemagne, Arménie, Autriche, Belgique, Biélorussie, Chili, Cuba, Espagne, États-Unis, Géorgie, Pays-Bas, etc.) et ainsi avoir l'opportunité d'inspirations et d'écoutes de styles très variés. 
Au fil des décennies, le nombre des collaborations musicales en trio, quartet et quintet de jazz sont indénombrables. Il est possible de citer, en exemple la collaboration avec AB Road Quintet, avec le contrebassiste George Mraz ou encore celle avec le Quartet Passionnata où Jean-Marc Lajudie a pu reprendre une vingtaine de grands thèmes du cinéma français des années 1940 aux années 2000, où se mêlent la chanson française et le jazz.  
Jean-Marc Lajudie interprète des styles musicaux et rythmes de divers horizons (« Je suis un batteur tout terrain (...) Quand on est batteur, il faut s’intéresser à toutes sortes de musiques. Pas uniquement celle d'Europe ou des États-Unis» - extrait interview ).

### L'enseignement[3]
Jean-Marc Lajudie est auteur ou coauteur de plusieurs méthodes d'enseignement de la batterie,. Il a par ailleurs publié plusieurs compositions musicales (cd, DVD, partitions) destinées aux musiciens professionnels et amateurs.
Il a fondé le premier cursus d'enseignement de professionnalisation de la batterie en France, où il forme et instruit toujours[Quand ?], assisté de son fils (Emmanuel Lajudie) et de plusieurs autres intervenants (cursus en une ou deux années).  
De plus, il a été le Directeur Pédagogique France d'une grande marque internationale de fabricant d'instruments (dans le cadre de la constitution d'un réseau d'écoles de musique en France). Il a aussi contribué au développement des masterclasses en batterie à travers la France ainsi que de stages (ex. : le Summer Camp). 
Il a également enseigné durant plusieurs années la batterie au Centre des Arts Vivants (à Paris)[réf. nécessaire].  

### Implications
Jean-Marc Lajudie intervient régulièrement lors d'événements pro comme le Bag'Show. Il s'est impliqué dans l'organisation de projets artistiques comme Cannes Passion avec ses compagnons batteurs que sont André Ceccarelli, Simon Phillips, Dennis Chambers, Kim Plainfield, Claude Salmiéri, ou encore Pierre-Alain Dahan. 
Il est le fondateur du Trio Lajudie, groupe composé de 3 batteurs (Jean-Marc Lajudie, Emmanuel Lajudie et Xavier Parlant). Il a écrit de nombreux arrangements pour adapter des morceaux jazz, dont certains standards, afin d'obtenir des rendus harmoniques uniquement à partir de percussions et éléments composant les sets de batterie. Le Trio Lajudie se produit sur scène et réalise également des masterclasses dans des écoles de musique en France.  
Jean-Marc Lajudie a organisé des expositions de batteries de collections pour retracer l'évolution de l'instrument au fil des décennies[réf. nécessaire].
Il est l'auteur d'une autobiographie, Carnet de notes d'un batteur, publiée aux éditions Mines de Rien et préfacé par Jean Alambre.

## Récompenses
- Premier prix, en 1976, école de Kenny Clarke - Dante Agostini, (devant un jury composé de Daniel Humair, André Ceccarelli)[réf. nécessaire]
- 6e batteur Européen au référendum du magazine Jazz Hot en 1987[11]

## Discographie[12]
- Serge Delaite Trio : Bien sûr (2013)
- Serge Delaite Trio : Little Peace (2011)
- Serge Delaite Trio : Swingin'Three (2008)
- Serge Delaite Trio : French Cookin'  (2006)
- Serge Delaite Trio : Comme Bach (2004)
- Serge Delaite Trio : Lookin' Up (2003)
- Pascal Terrible / Sébastien Farge : Nuit de Fêtes (2002)
- A B Road Quintet [5] : The Beatles in Jazz (2013)
- Vox office Boppin’in French (Label Ida Records (IDA 030 CD) 1992)
- Marc Ogeret : Chante la résistance, album CD sorti en 1990 inspiré du spectacle Témoignage sur la période 1940-1945.

### Publications[9]
- 25 warm up (2009)
- Autour du jazz (2000) avec Jean-Marc Lajudie comme Interprète
- Entrechocs (1998)
- Patatra pataflas (1998)
- Étude progressive de batterie, Vol. 2 (1996)
- Étude progressive de batterie, Vol. 1 (1996)
- Étude progressive de batterie (1996)
- Trophée Sonor no 1 (1990)
- Sleep, sleep, sleep (1989)
- Marc Ogeret chante la Révolution (1988) avec Jean-Marc Lajudie comme Percussionniste
- 15 Partitions pour batterie (1987)
- Boursault/Lajudie
  - Étude progressive de batterie 1 (1984)
  - Étude progressive de batterie 1 bis (1981)
  - Étude progressive de batterie 1 (1981)